# Aeschynanthus tubiflorus
Aeschynanthus tubiflorus är en tvåhjärtbladig växtart som beskrevs av Charles Baron Clarke. Aeschynanthus tubiflorus ingår i släktet Aeschynanthus och familjen Gesneriaceae. Inga underarter finns listade i Catalogue of Life.